# Avril Phali
Avril Phali (Vereeniging, 17 de agosto de 1978) é um ex-futebolista profissional sul-africano que atuava como goleiro.

## Carreira
Avril Phali representou o elenco da Seleção Sul-Africana de Futebol no Campeonato Africano das Nações de 2006.